# Convenzione di Stoccolma sugli inquinanti organici persistenti

Paesi che hanno ratificato la Convenzione

La Convenzione di Stoccolma o Convenzione di Stoccolma sugli inquinanti organici persistenti (Stockholm Convention on Persistent Organic Pollutants), stabilita in occasione di un convegno tenutosi a Stoccolma dal 22 al 23 maggio 2001, si pone come obiettivo l'eliminazione e la diminuzione dell'uso di alcune sostanze nocive per la salute umana e per l'ambiente definite inquinanti organici persistenti (POP o POPs). I POP sono composti chimici con proprietà tossiche che si propagano nell'aria, nell'acqua o nel terreno e, a causa della loro scarsa degradabilità, risiedono nell'ambiente per lungo tempo.
Il documento riguarda 12 inquinanti principali: aldrin, clordano, dicloro difenil tricloroetano, dieldrin, endrin, eptacloro, mirex, toxafene, esaclorofene e tre intere classi di composti:
- policlorobifenili (PCB),
- policlorodibenzodiossine (PCDD o più comunemente detta diossina)
- policlorodibenzofurani (PCDF).

Nel caso del dicloro difenil tricloroetano (DDT) la sua produzione non è stata vietata, ma è limitata a modeste quantità e con l'unico scopo di debellare la malaria nelle zone in cui questa malattia assume carattere endemico.
Sono in seguito state incluse quattro sostanze già in discussione dal 1998: pentabromodifenolo, clordecone, esabromodifenile e esaclorocicloesano (lindano). La convenzione è stata adottata il 22 maggio 2001, ed è entrata in vigore il 17 maggio 2004. Vi hanno aderito 181 paesi tra cui gli stati membri dell'Unione europea. L'Italia, che l'ha firmata il 23 maggio 2001, l'ha ratificata con la Legge n. 93 del 12 luglio 2022,  e messa in forza il 19 luglio 2022 (il giorno successivo alla pubblicazione in Gazzetta Ufficiale (https://www.gazzettaufficiale.it/eli/gu/2022/07/18/166/sg/pdf). La convenzione non è stata ratificata da Malesia, Israele e USA.

## Allegati
| Allegato                                       | Sostanza chimica                                                                        | Numero CAS                                                              | Anno di inserimento | Deroga specifica o scopo accettabile                                         | Deroga specifica o scopo accettabile |
| Allegato                                       | Sostanza chimica                                                                        | Numero CAS                                                              | Anno di inserimento | Produzione                                                                   | Uso |
| ---------------------------------------------- | --------------------------------------------------------------------------------------- | ----------------------------------------------------------------------- | ------------------- | ---------------------------------------------------------------------------- | --- |
| A: Eliminazione                                | Aldrina                                                                                 | 309-00-2                                                                | 2001                | nessuna                                                                      | nessuna |
| A: Eliminazione                                | α-esaclorocicloesano                                                                    | 319-84-6                                                                | 2009                | nessuna                                                                      | nessuna |
| A: Eliminazione                                | β-esaclorocicloesano                                                                    | 319-85-7                                                                | 2009                | nessuna                                                                      | nessuna |
| A: Eliminazione                                | Clordano                                                                                | 57-74-9                                                                 | 2001                | nessuna                                                                      | nessuna |
| A: Eliminazione                                | Clordecone                                                                              | 143-50-0                                                                | 2009                | nessuna                                                                      | nessuna |
| A: Eliminazione                                | Decabromodifeniletere                                                                   | 1163-19-5                                                               | 2017                | come ammessa per le Parti iscritte nel registro                              | veicoli, aerei, tessili, additivi per involucri in plastica ecc., schiuma poliuretanica per l'isolamento degli edifici                                                                         |
| B: Limitazione                                 | DDT                                                                                     | 50-29-3                                                                 | 2001                | produzione per gli usi specificati                                           | lotta contro i vettori di malattie |
| A: Eliminazione                                | Dicofol                                                                                 | 115-32-2                                                                | 2019                | nessuna                                                                      | nessuna |
| A: Eliminazione                                | Dieldrina                                                                               | 60-57-1                                                                 | 2001                | nessuna                                                                      | nessuna |
| A: Eliminazione                                | Endosulfano                                                                             | 115-29-7, 959-98-8, 33213-65-9                                          | 2011                | come ammessa per le Parti iscritte nel registro                              | combinazioni coltura/parassita |
| A: Eliminazione                                | Endrina                                                                                 | 72-20-8                                                                 | 2001                | nessuna                                                                      | nessuna |
| A: Eliminazione                                | Eptacloro                                                                               | 76-44-8                                                                 | 2001                | nessuna                                                                      | nessuna |
| A: Eliminazione                                | Esabromobifenile                                                                        | 36355-01-8                                                              | 2009                | nessuna                                                                      | nessuna |
| A: Eliminazione                                | Esabromociclododecano                                                                   | 25637-99-4, 3194-55-6, 134237-50-6, 134237-51-7, 134237-52-8            | 2013                | come ammessa per le Parti iscritte nel registro                              | polistirene espanso ed estruso in uso nel settore edile |
| A: Eliminazione                                | Esabromodifeniletere e eptabromodifeniletere                                            | vari                                                                    | 2009                | nessuna                                                                      | riciclaggio a determinate condizioni |
| A: Eliminazione C: Produzione non intenzionale | Esaclorobenzene                                                                         | 118-74-1                                                                | 2001                | nessuna                                                                      | nessuna |
| A: Eliminazione C: Produzione non intenzionale | Esaclorobutadiene                                                                       | 87-68-3                                                                 | 2015                | nessuna                                                                      | nessuna |
| A: Eliminazione                                | Lindano                                                                                 | 58-89-9                                                                 | 2009                | nessuna                                                                      | farmaco per la salute umana per il controllo dei pidocchi e della scabbia come trattamento di seconda linea                                                                                    |
| A: Eliminazione                                | Mirex                                                                                   | 2385-85-5                                                               | 2001                | nessuna                                                                      | nessuna |
| A: Eliminazione C: Produzione non intenzionale | Pentaclorobenzene                                                                       | 608-93-5                                                                | 2009                | nessuna                                                                      | nessuna |
| A: Eliminazione                                | Pentaclorofenolo e i suoi sali ed esteri                                                | vari                                                                    | 2015                | come ammessa per le Parti iscritte nel registro                              | pali e bracci trasversali |
| A: Eliminazione                                | Acido perfluoroesano sulfonico (PFHxS), i suoi sali e i composti a esso correlati       | vari                                                                    | 2022                | nessuna                                                                      | nessuna |
| A: Eliminazione                                | Acido perfluoroottanoico (PFOA), i suoi sali e i composti a esso correlati              | vari                                                                    | 2019                | Production for the specified uses, with the exception of fire-fighting foams | various |
| B: Limitazione                                 | Acido perfluorottano solfonico (PFOS), suoi sali e fluoruro di perfluorottano sulfonile | vari                                                                    | 2009                | come ammessa per le Parti iscritte nel registro                              | rivestimento metallico duro, esche per insetti per il controllo delle formiche tagliafoglie, schiume antincendio                                                                               |
| A: Eliminazione C: Produzione non intenzionale | Bifenili policlorurati (PCB)                                                            | vari                                                                    | 2001                | nessuna                                                                      | nessuna |
| C: Produzione non intenzionale                 | Policlorodibenzo-p-diossine e policlorodibenzofurani (PCDD/PCDF)                        | vari                                                                    | 2001                | –                                                                            | – |
| A: Eliminazione C: Produzione non intenzionale | Policloronaftaleni                                                                      | vari                                                                    | 2015                | come ammessa per le Parti iscritte nel registro                              | produzione di naftaleni polifluorurati, tra cui l'ottafluoraftalene |
| A: Eliminazione                                | Tetrabromodifeniletere e pentabromodifeniletere                                         | vari                                                                    | 2009                | nessuna                                                                      | riciclaggio a determinate condizioni |
| A: Eliminazione                                | Paraffine clorurate a catena corta (C10–13; tenore in cloro > 48%)                      | 85535-84-8, 68920-70-7, 71011-12-6, 85536-22-7, 85681-73-8, 108171-26-2 | 2017                | come ammessa per le Parti iscritte nel registro                              | additivi per cinghie di trasmissione, nastri trasportatori in gomma, cuoio, additivi per lubrificanti, tubi per lampadine da esterno, vernici, adesivi, lavorazione dei metalli, plastificanti |
| A: Eliminazione                                | Toxafene                                                                                | 8001-35-2                                                               | 2001                | nessuna                                                                      | nessuna |